# Bhainsrorgarh
Bhainsrorgarh o Bhainsrorgah fou una thikana o jagir de l'antic principat de Mewar. La formaven la seva capital homònima, 127 pobles i una fortalesa. Bhainsrorgarh era a la confluència entre els rius Bamani i Chambal a uns 190 km a l'est/nord-est de Mewar. L'estat pertanyia a un thakur (noble) de primera classe de Mewar, amb títol de rawat, membre de la família Chandawat del clan sisòdia dels rajputs, descendents de Lal Singh, fill jove de Kesri Singh de Salumbar, que va obtenir el jagir com a estat separat de Salumbar el 1741, per concessió de Jagat Singh II de Mewar. La ciutat hauria agafat el seu nom d'un comerciant de nom Bhainsa, i d'un portador de nom Rora i es va construir per protegir les caravanes que viatjaven per una antiga ruta comercial entre Mewar i Haraoti. Bhainsrorgarh fou conquerida per Ala al-Din el 1303 i els seus temples i palaus foren destruïts, però més tard foren reconstruïts. Molts dels temples estan datats entre el segle viii i el X, i tenen magnifics exemples d'escultura hindú, entre els quals una figura de Vishnu reposant al sesh sheyya (llit de la serp) considerada la figura d'art escultòric hindú més perfecte de tots els temps.

## Llista de rawats
- Lal Singh 1741-?
- Man Singh
- Raghunath Singh vers 1820
- Amar Singh
- Bhim Singh ?-1881
- Pratap Singh 1881-1897
- Inder Singh 1897-1946
- Himmat Singh 1946-1948 (+1972)